# Luís Andrés Edo
Luís Andrés Edo (ur. 7 listopada 1925 w Caspe, zm. 14 lutego 2009 w Barcelonie) – hiszpański anarchista.
Zagorzały zwolennik anarchosyndykalizmu. Od czasów młodości należał do CNT. W 1947 zagrożony prześladowaniem ze strony reżimu Franco, uciekł do Francji. Powrócił jednak w 1949 i został aresztowany. Nadal działał w ruchu anarchistycznym, z tego powodu wielokrotnie przebywając w więzieniu. Po śmierci Franco i liberalizacji ustroju Hiszpanii, zaangażował się w działalność polityczną, zajmując poczesne miejsce w strukturach CNT. Redagował czasopismo Solidaridad Obrera. Pod koniec życia poświęcił się pisarstwu historycznemu i spisywaniu wspomnień.